# Gare de Nikkō
La gare de Nikkō (日光駅, Nikkō-eki) est une gare ferroviaire de la ville de Nikkō, dans la préfecture de Tochigi au Japon. Elle est exploitée par la JR East et est desservie par la ligne Nikkō.

## Situation ferroviaire
La gare de Nikkō est située au point kilométrique (PK) 40,5 de la ligne Nikkō, terminus de la ligne.

## Histoire
La gare a été inaugurée le 1er août 1890.

## Services aux voyageurs

### Accès et accueil
La gare dispose d'un bâtiment voyageurs, avec guichet, ouvert tous les jours.

### Desserte
- Ligne Nikkō :
  - voies 1 et 2 : direction Utsunomiya

### Intermodalité
La gare de Tōbu-Nikkō (ligne Tōbu Nikkō) est situé à proximité immédiate de la gare.